# 李公蘊

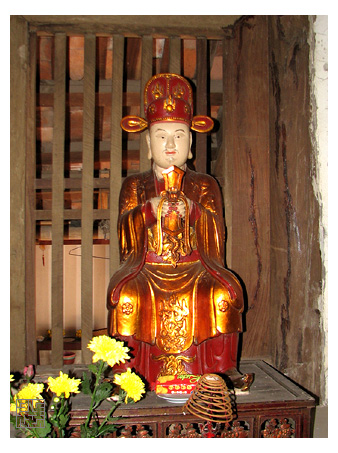
キエンソー寺の李太祖像（ザーラム県）

李 公蘊（リ・コン・ウアン、ベトナム語：Lý Công Uẩn / 李公蘊）は、李朝大瞿越の初代皇帝。廟号は太祖（タイ・ト、ベトナム語：Thái Tổ / 太祖）、諡号は神武皇帝（ベトナム語：Thần Vũ Hoàng Đế / 神武皇帝）、尊号は奉天至理応運自在聖明龍見睿文英武崇仁広孝天下太平欽明光宅章昭万邦顕応符感威震藩蛮睿謀神功聖治則天道政皇帝（ベトナム語：Phụng Thiên Chí Lý Ứng Vận Tự Tại Thánh Minh Long Hiện Duệ Văn Anh Vũ Sùng Nhân Quảng Hiếu Thiên Hạ Thái Bình Khâm Minh Quảng Trạch Chương Chiêu Vạn Bang Hiển Ứng Phù Cảm Uy Chấn Phiên Man Duệ Mưu Thần Trợ Thánh Trị Tắc Thiên Đạo Chính Hoàng Đế / 奉天至理應運自在聖明龍見睿文英武崇仁廣孝天下太平欽明光宅章昭萬邦顯應符感威震藩蠻睿謀神功聖治則天道政皇帝）。

## 生涯

### 来歴の謎
『大越史記全書』などの史書によれば、北江古法州亭榜村（現在のバクニン省トゥーソン市ディンバン坊）の出身で、現在のディンバン坊には李氏の墳墓と家祠が残されている。ただし、史書に李公蘊の出生時の詳しい状況を明確に記したものはない。『大越史記全書』には李公蘊が即位した折、亡父に顕慶王の追号をしたとの記録がわずかにあるが、実父に関するそれ以上の記載はない。母の家系についても、母は范氏という名の女性だったという事実を除いてほとんど知られていない。
ベトナムの民間伝承によれば、李公蘊には父親がなく、母の范氏が蕉山に遊んだ折、夢の中で神と交わり、その後に李公蘊を産んだという。3歳の時、母は李公蘊を古法寺の法師である李慶文の養子とした。
李公蘊は泉州の閩南民系であるという。宋の沈括が著した『夢渓筆談』の記載によれば、李公蘊は閩人とされている。泉州晋江県安海鎮で発見された『李荘𤆬内李氏房譜』による李氏の家系に関する記載によれば、李公蘊は李淳安の次男で、幼少時に父に従って泉州を離れ、安南に移住した。ただ長兄の李公澡のみは安海に残り、その地の李氏の始祖となった。
華僑大学華人研究所教授の李天錫は、『宋史』と『元史』の記述を考証した上で、李公蘊と後の陳朝初代皇帝陳煚は泉州安海の閩南民系であるとする。この他、ある学者は李公蘊は唐の太宗の十四男の曹王李明の末裔との説を立てている。少なくとも李公蘊の父の家系が中国の民族的な背景を持っていたことは、ベトナムの歴史家チャン・クオック・ヴオンによって受け入れられている。

### 前黎朝への出仕
李公蘊は聡明にして学問を好み、その器は気宇壮大であった。幼い頃から六祖寺に学んだが、僧の万行は李公蘊の非凡ぶりを見抜き、いずれ名君として立つ者と予感した。
李公蘊は長じるに及んで経済や歴史を学び、やがて当時安南を支配していた前黎朝に出仕し、殿前軍として仕える。李公蘊は大行皇帝黎桓の娘の黎氏仏銀を娶り、黎姓を賜った。
大行皇帝の没後、中宗黎龍鉞が即位するものの、ほどなくして弟の黎龍鋌に殺害され、皇位は簒奪された。群臣が皆恐れて四散逃亡する中、ただ李公蘊のみは中宗の遺体を抱いて慟哭していた。その忠義ぶりに感心した黎龍鋌によって、四廂軍副指揮使、さらに左親衛殿前指揮使に任じられた。
痔を患っていた黎龍鋌は臥したままで政務を執ったため、「臥朝皇帝」と綽名されたが、暴虐で過酷な統治に人心は離反した。そんな折、古法州延蘊郷（現在のトゥーソン市社タンホン坊）にある木棉の木が裂け、その中から一行の詩が現れた。
僧の万行は、「十八子」とはすなわち「李」であり、黎氏が滅んで李氏による国が興るとの寓意が込められたものと解した。万行はその「李氏」こそ李公蘊であり、彼が英邁なる君主として即位すると推察した。臥朝皇帝に害されることを恐れた李公蘊は、万行の手引きで蕉山に隠れた。一方、詩の寓意を知った臥朝皇帝は李姓の大臣を誅殺するものの、帝からの信頼篤い李公蘊のみは免れることができた。
この事件の後、李公蘊は皇位簒奪の野心を抱くようになる。

### 李朝の創建
景瑞2年（1009年）、臥朝皇帝は崩御した。皇太子の黎龍乍は10歳と幼く、臥朝皇帝の2人の弟の定藩王黎龍鏦と行軍王黎龍鍉は皇位をめぐって争った。時に左親衛殿前指揮使に任じられていた李公蘊と右殿前指揮使の阮低はそれぞれ500の兵を率い、護衛の名目で宮中に侵入する。その折、祗候の陶甘沐は李公蘊に対して即位を勧めた。これを「陰謀」とみなした李公蘊は2人を逮捕するものの、最終的にその意を受ける。陶甘沐と万行の策略の元で、李公蘊は兵を率いて黎龍鏦と黎龍鍉を討って皇位を奪った。そして黎姓から李姓に復し、新たに李朝を興した。翌年には元号を順天とし、父に顕慶王と追号し、生母を明徳太后とした。

### 治績

#### 昇龍への遷都
太祖は即位後まもなく、都を山間部の華閭から紅河デルタの大羅城に遷した。『大越史記全書』によれば、太祖が船で大羅城に至った折、忽然として船の傍らに黄龍が現れた。群臣はこれを大いなる吉兆とみなし、太祖は大羅城を昇龍（タンロン）と改名した。この昇龍こそ、現在に続くベトナムの首都ハノイである。太祖は大規模な宮殿を築き、故郷の古法州を天徳府、北江を天徳江、古都華閭を長安府と改名した。また天徳府に宗廟を築いた。これが李八帝廟である。

#### 内政改革
前黎朝の軍事統治は暴虐で刑法は苛烈であり、民衆の不満が鬱積していた。太祖は前黎朝で用いられた残酷な処刑具や拷問具を焼却処分し、民心を掴んだ。
順天4年（1013年）には田地・山野・塩田・象牙・香料など各産物に関する税制を定めた。

#### 対外政策
太祖は即位後に前黎朝の侵略的な対外政策を改め、外交には和平をもって当たった。臥朝皇帝によって俘虜にされた芒族を解放して故郷に帰した。
順天元年（1010年）、太祖は宋に冊封を求める使者を送った。時の真宗は太祖を交趾郡王・領静海軍節度使に封じた。この後、太祖は幾度も宋に使者を送った。順天7年（1016年）、太祖は宋より南平王に封じられた。

#### 軍事政策
前黎朝の時代に大瞿越全土は10道に分けられ、各道は兵を擁した部将に管理されていた。太祖は即位後に中華王朝の制度を模倣して全土を24路に再編成し、路の下に州・府・郷・社などの行政単位を設置した。それぞれの「路」の長には、中央から派遣された文官を任命した。また、朝廷に反抗的だった芒族の居住地である愛州・驩州には「寨」を設置し、「内地」とは異なる軍事統治を布いた。順天2年（1011年）、太祖は兵を率いて莒隆における芒族の乱を平定し、首領の首級を挙げ、村を焼き払うなどして、容赦のない姿勢で臨んだ。このとき、太祖は各地に封じた皇子たちに長期間従軍させた。

#### 仏教政策
太祖は仏僧に教育を受けた関係で、仏教を篤く信仰していた。その治世に仏教を奨励したことで、僧侶の社会的地位は高まった。太祖の即位に功のあった万行は国師として国政を掌握した。しかし仏教奨励の影響で、国政に参与しない僧までもが広大な封地を手にするようになった。
太祖が築いた都・昇龍の城外には多くの寺院が立ち並んだ。官人は寺院に多額の布施を行い、大鐘を鋳造させた。仏教の隆盛に伴い、自ら剃髪する者が増えたため、順天10年（1019年）に太祖は全土の民衆に詔して、正式な得度を定めた。宋に遣わされた使節は、その都度大量の三蔵経をもって帰国した。

### 崩御
順天19年（1028年）、太祖は昇龍の龍安殿で崩御した。群臣はこぞって皇太子であった開天王李仏瑪の元を訪れて即位への準備を勧めた。このとき、李仏瑪の3人の弟の東征王・翊聖王・武徳王はそれぞれ兵を率いて慶福門に潜み、李仏瑪を刺殺するべく機会を覗っていた。しかし祥符門から宮中に向かった李仏瑪は、幸運にも逃れることができた。後に企みを知った李仏瑪は黎奉暁に命じて武徳王を討ち、東征王と翊聖王を捕えさせた。こうして李仏瑪は即位を果たした（李太宗）。死後、太祖は寿陵に葬られた。

## 家族

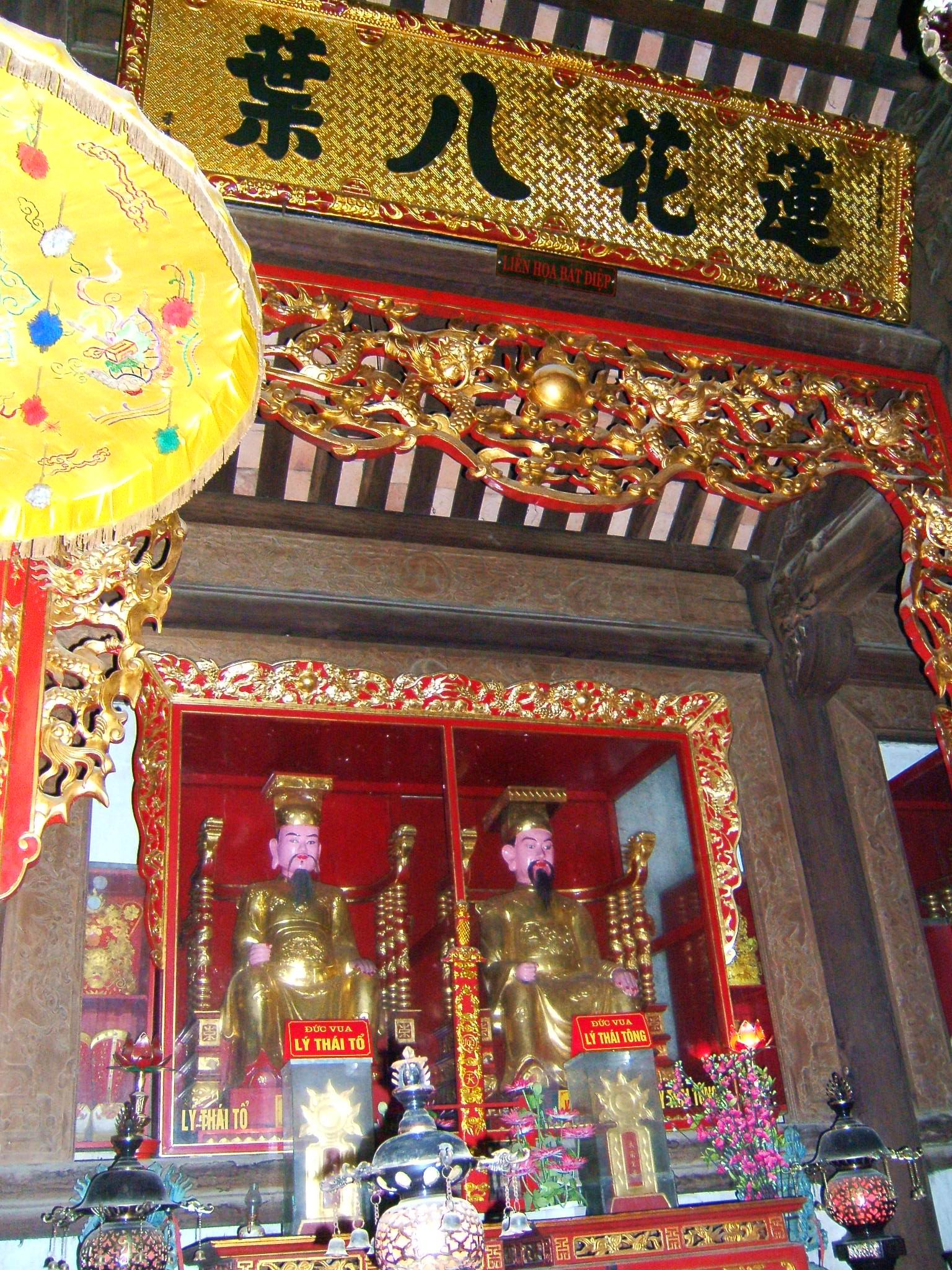
李八帝廟の李太祖像（左）と李太宗像

- 生父：顕慶王 李淳安
- 生母：明徳太后 范氏
- 養父：李慶文[6]

- 兄：武威王[20] 李公澡

### 皇后
6人
- 貞明皇后 黎氏仏銀（中国語版）（霊顕太后、黎桓の娘）
- 佐国皇后[17]
- 立元皇后[17]
- 立教皇后[17]
その他は名が伝わっていない。

### 子女
6男13女
- 男子

1. 開天王 李仏瑪（皇太子、またの名を李徳政、貞明皇后の所生、第2代皇帝李太宗)
2. 開国王 李菩（中国語版）[16]
3. 東征王 李力（中国語版）
4. 翊聖王（ベトナム語版）
5. 武徳王
6. 威明王 李晃（中国語版）（李日㫕、貞明皇后の所生[21]）

- 女子

1. 安国公主（義信侯陶甘沐（中国語版）に嫁す[20]）
その他は名が伝わっていない。

## 後世の記念
- ベトナム史上最初の長期王朝である李朝を興した李公蘊は、現在のベトナムにおいても尊崇されている。首都ハノイのホアンキエム湖近くには「リ・タイ・ト公園（ベトナム語版）」、ハイズオン省ハイズオンには「リ・コン・ウアン通り（ベトナム語: Đường Lý Công Uẩn）」が、また多くの都市に「リ・タイ・ト通り（ベトナム語: Đường Lý Thái Tổ）」がある。
- 2010年、ベトナムではハノイ遷都1000年を記念して（英語版）、中国との合作ドラマ『李公蘊・昇龍城への路（中国語版）』が制作された。
- 2011年8月、ベトナム人民海軍がロシアから購入したミサイルフリゲート艦が、それぞれベトナム草創期の二大皇帝 (丁先皇と李太祖）にちなんで1番艦がディン・ティエン・ホアン（英語版）｣、2番艦は｢リ・タイ・ト（英語版）｣と命名された。